# Молочные зубы
Моло́чные зу́бы — первый комплект зубов у людей и многих других млекопитающих.

## Процесс роста
Молочные зубы у людей прорезываются после рождения в определённой последовательности. Одноимённые зубы на каждой половине челюсти прорезываются одновременно. Нижние зубы обычно прорезываются раньше верхних.
Молочный прикус делят на два периода. В первом периоде (с момента формирования до 3,5 года) зубы расположены плотно, без промежутков, стёртость зубов незаметна, прикус ортогнатический в силу отставания роста нижней челюсти. Во втором периоде (от 3,5 года до 6 лет) в процессе роста челюстей формируются физиологические промежутки между зубами (диастемы или тремы), происходит переход от ортогнатического прикуса к прямому, появляются признаки значительной стёртости зубов.

## Зубная формула

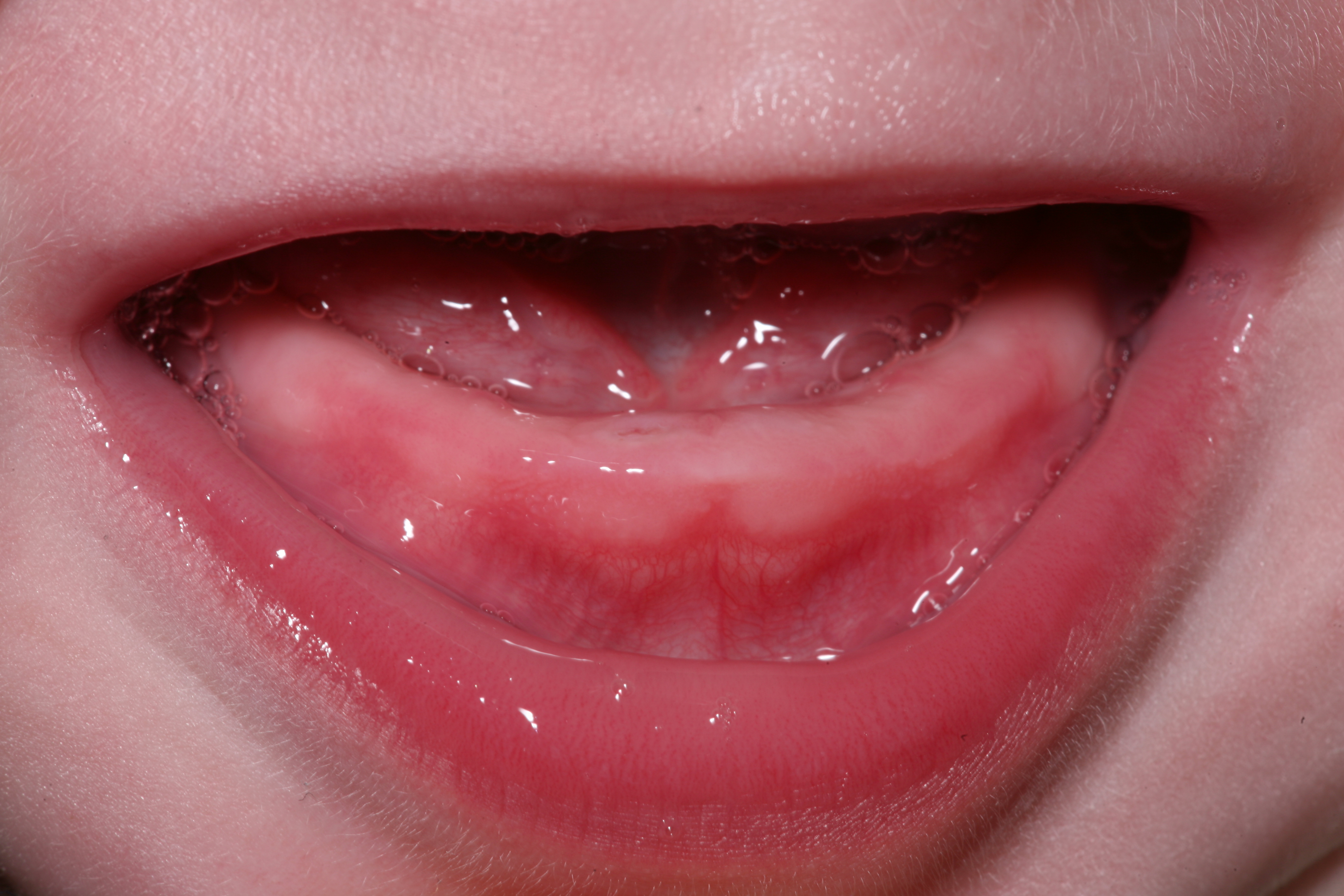
Прорезывание правого нижнего резца у ребёнка 6,5 месяцев

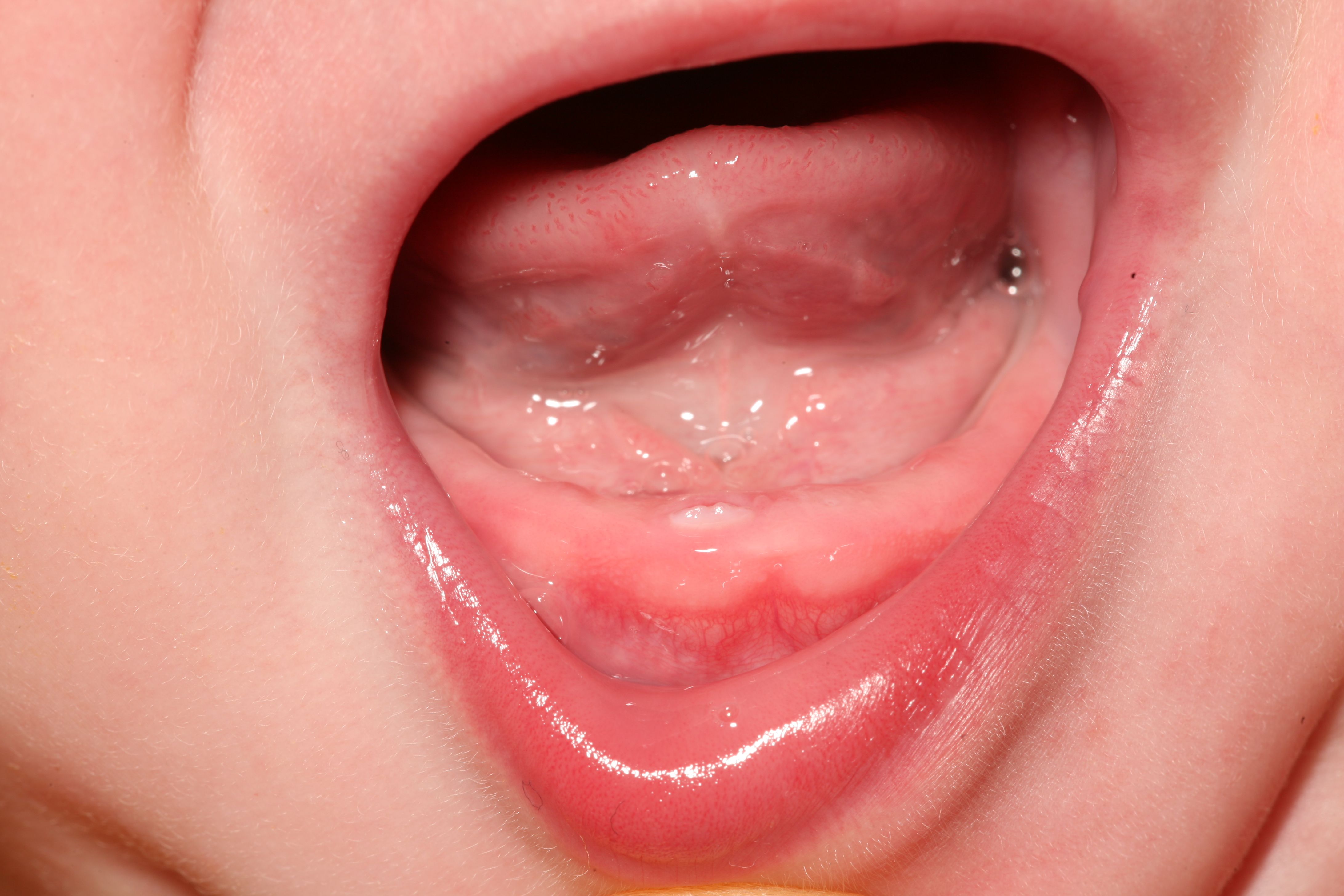
Зуб прорезался

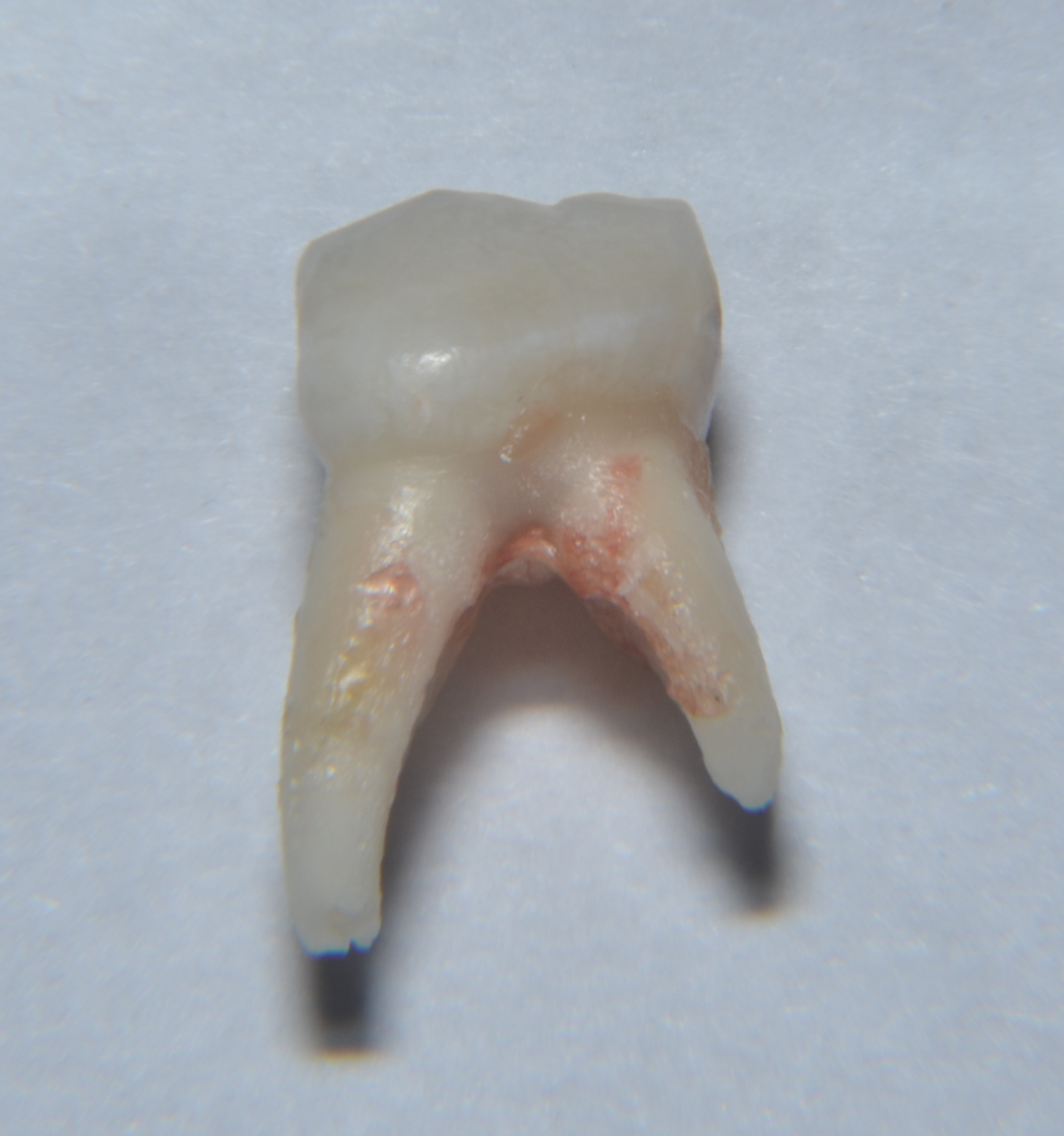
Молочный зуб, удаленный с корнями

У человека прорезываются 20 молочных зубов: по 10 на верхней и нижней челюстях, по 5 на каждой половине челюсти (два резца, клык и два моляра).
Схема прорезывания и выпадения молочных зубов:
Верхняя челюсть:
| Название зуба     | Прорезывание, мес. | Выпадение, лет |
| ----------------- | ------------------ | -------------- |
| Центральные резцы | 8-12               | 6-7            |
| Боковые резцы     | 9-13               | 7-8            |
| Клыки             | 16-22              | 10-12          |
| Моляры            | 25-33              | 10-12          |

Нижняя челюсть
| Название зуба     | Прорезывание, мес | Выпадение, лет |
| ----------------- | ----------------- | -------------- |
| Центральные резцы | 6-10              | 6-7            |
| Боковые резцы     | 10-16             | 7-8            |
| Клыки             | 17-23             | 9-12           |
| Моляры            | 23-31             | 10-12          |

## Эмалевый орган

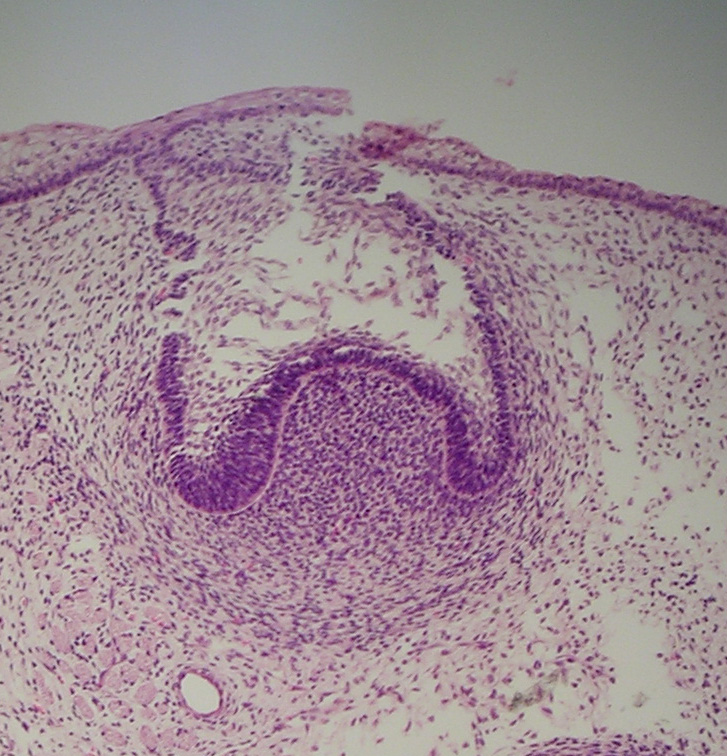
Микропрепарат: Стадия шапки
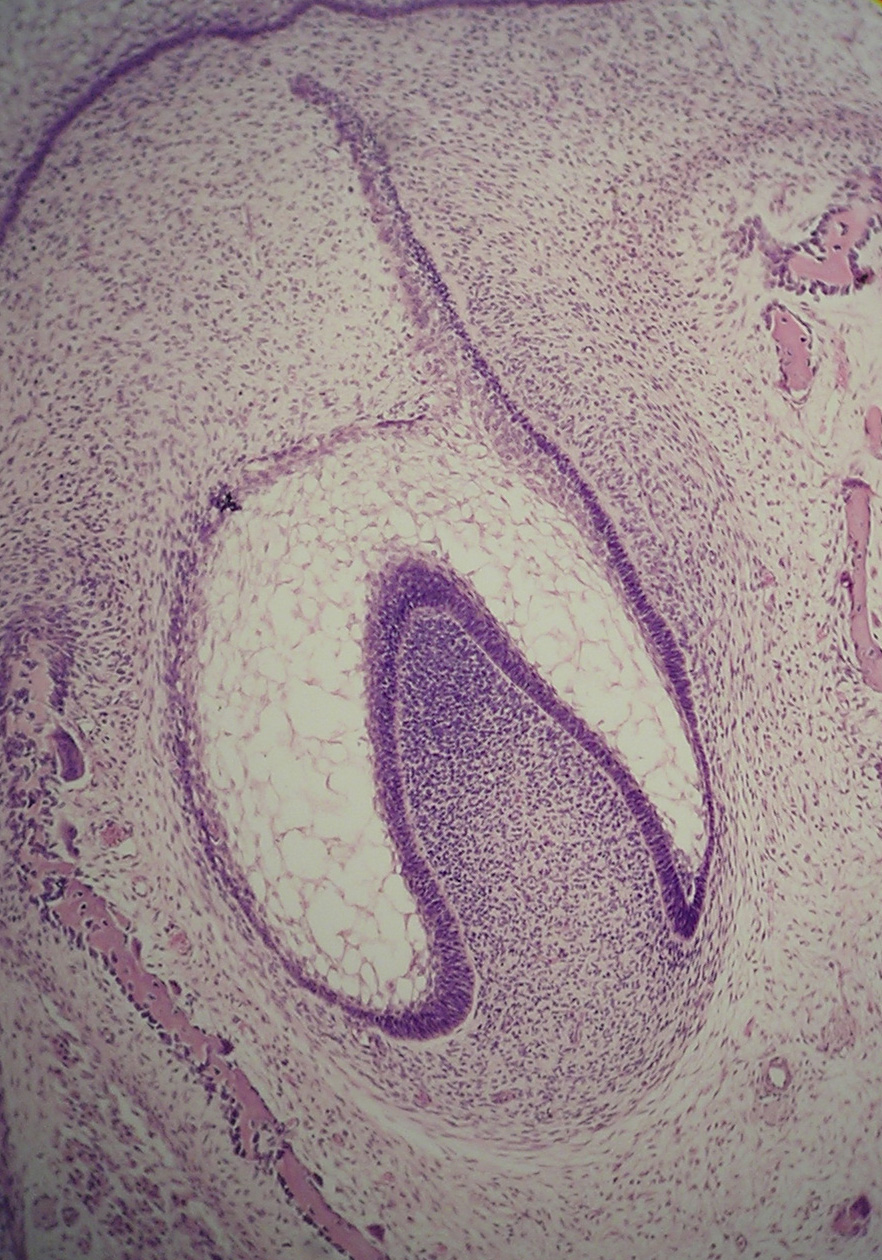
Микропрепарат: Начало стадии колокола

## Смена зубов
Период сохранения молочных зубов и прорезывания постоянных называют периодом сменного прикуса — после выпадения молочного зуба до прорезывания постоянного обычно проходит 3-4 месяца. В дальнейшем последовательность смены зубов примерно соответствует прорезыванию молочных зубов. В возрасте 11 лет прорезываются вторые моляры. К 12-13 годам формируется постоянный прикус. Третьи моляры (зубы мудрости) прорезываются в возрасте 17—25 лет или позже либо вообще не прорезываются. У девочек прорезывание зубов происходит несколько раньше, чем у мальчиков.